# Вакцинація проти COVID-19 у Гондурасі
Вакцинація проти COVID-19 у Гондурасі — це кампанія масової імунізації населення Гондурасу проти COVID-19 під час пандемії коронавірусної хвороби. Вакцинальна кампанія в країні розпочалася 25 лютого 2021 року. Вакцинальна кампанія в Гондурасі відбувалася відносно повільно порівняно з іншими країнами Центральної Америки. Станом на жовтень 2021 року Гондурас повідомив про введення 5,76 мільйона доз, що становить 24,5 % від загальної кількості населення, тоді як інші країни регіону вже вакцинували більше чверті свого населення.

## Прибуття вакцини
- Moderna: 25 лютого 2021 — 5 тисяч доз[2], 27 червня 2021 — 1,5 мільйона доз (через COVAX)[3], 22 липня 2021 — 1500100 доз (через COVAX)[4], 29 жовтня 2021 — 250040 доз (через COVAX)[5]
- Oxford-AstraZeneca — 13 березня 2021 — 48 тисяч доз (через COVAX)[6], 4 травня 2021 — 189600 доз (через COVAX)[7], 13 травня 2021 — 34 тисячі доз[8], 22 травня 2021—168 тисяч доз, 24 травня 2021 — 36 тисяч доз[9], 7 червня 2021 — 44 тисячі доз[10], 19 червня 2021—168 тисяч доз[11], 19 червня 2021—168 тисяч доз, 20 червня 2021 — 36 тисяч доз[11], 23 червня 2021 — 19310 доз[12], 24 червня 2021 — 154100 доз[11], 10 липня 2021 — 187200 доз[13], 7-8 серпня 2021 — 139300 доз[14], 26 серпня 2021—100 тисяч доз[14], 1-3 вересня 2021 — 204600 доз[15], 4 вересня 2021—101 тисяча доз[16], 11 вересня 2021—150 тисяч доз[17], 18 вересня — 180 тисяч доз (через COVAX)[18]
- Спутник V: 16 квітня 2021 — 6 тисяч доз[19], 14 травня 2021 — 40 тисяч доз[20], 14 серпня 2021 — 20 тисяч доз[21]
- Pfizer–BioNTech: 17 червня 2021 — 105300 доз, 18 червня 2021 — 105300 доз[22], 23 червня 2021—2340 доз[22], 30 червня 2021 — 59670 доз[23], 5 липня 2021 — 5 тисяч доз[24], 8 липня 2021 — 54990 доз[25], 15 липня 2021 — 40950 доз[26], 22 липня 2021 — 40950 доз[27], 29 липня 2021 — 42120 доз[28], 5-6 серпня 2021 — 186030 доз[29], 12-13 серпня 2021 — 176670 доз[30], 19 серпня 2021 — 193050 доз[31], 25 серпня 2021 — 99450 доз[32], 26 серпня 2021 — 105300 доз[33], 27 серпня 2021 — 92150 доз[34], 2 вересня 2021 — 105300 доз[35], 3 вересня 2021 — 81900 доз[36], 9-10 вересня 2021 — 210600 доз[37], 15-16 вересня 2021 — 210600 доз[38], 17 вересня — 45630 і 7020 доз[39], 1 жовтня 2021 — 81900 доз (через COVAX)[40], 7 жовтня 2021 — 106470 доз (через COVAX)[41], 4 листопада 2021 — 394290 доз[42]